# 99コール
ラグビーユニオンにおける99コール（英: 99 call）は、ブリティッシュ・アンド・アイリッシュ・ライオンズが南アフリカ共和国遠征中の1974年に採用した報復行為の指針である。この遠征はピッチ上の暴力によって台無しとなった。試合の審判はほとんど試合をコントロールせず、現代と比較して反則を裁定するためのカメラも少なかった。
そのため、ライオンズのキャプテンであったウィリー・ジョン・マクブライドは、1人のライオンズの選手が報復された時はその他の全員の選手が乱闘に参加するか近くのスプリングボクスの選手を攻撃する、という「one in, all in」の指針を立て、選手をけしかけた。こうすることによって、審判は一人の扇動者を同定することが出来なくなり、全員を退場にするか誰もさせないかの選択を迫られることになる。この点において、「99」コールは大きな成功を収め、ライオンズの選手は遠征中に一人も退場させられなかった。
ラグビーの歴史上でも極めて暴力的な試合となったボート・エラスムス・スタジアムでの戦いでは、99コールの後にライオンズのJ・P・R・ウィリアムスが相手チームのMoaner van Heerdenを目掛けてピッチの半分を走る映像が残されている。